# 藤田伝三郎

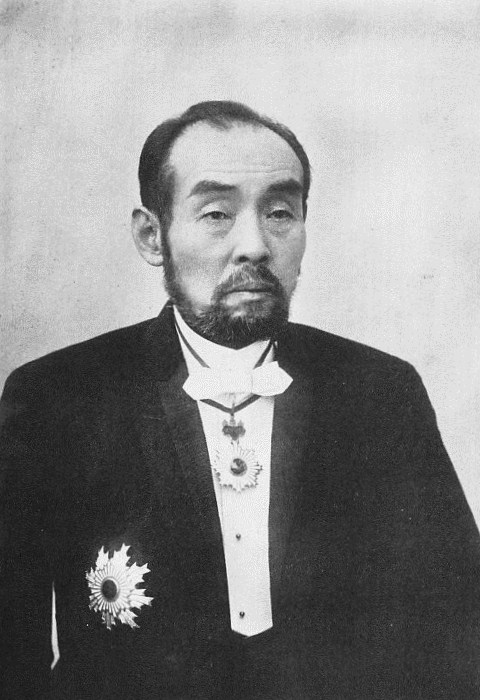
勲二等旭日重光章を着用した藤田傳三郎

藤田傳三郎（ふじた でんざぶろう、1841年7月3日（天保12年5月15日） - 1912年（明治45年）3月30日）は、日本の商人、実業家。明治時代の大阪財界の重鎮で、藤田財閥の創始者。
建設、土木、鉱山、電鉄、電力開発、金融、紡績、新聞などの経営を手がけ、今日の多くの名門企業の前身を築いた。また有能な経営者を多数育て、美術品の収集家、慈善事業家、数寄者としても名高い。号を香雪と称す。藤田組（現・DOWAホールディングス）の創始者。民間人で初めての男爵でもある。現在の山口県萩市出身。元奇兵隊士だとされるが詳細は不詳。

## 生涯

### 生い立ち
長州藩の萩（現・山口県萩市）で醸造業を営む藤田半右衛門常徳の四男に生まれる。家業は醸造業の他、藩の下級武士に融資を行う掛屋を兼営していた。幕末の動乱期に高杉晋作に師事して奇兵隊に投じたとされるが、奇兵隊士の名簿に伝三郎の名は載っていない。しかし、木戸孝允、山田顕義、井上馨、山縣有朋らと交遊関係を結び関係を作っているのは確かであり、この人脈が後に伝三郎が政商として活躍する素因となった。なかでも特に井上とは深い盟友関係となる。
1869年（明治2年）、長州藩が陸運局を廃止して大砲・小銃・砲弾・銃丸などを払い下げた時、伝三郎はこれらを一手に引き受け、大阪に搬送して巨利を得た。同年、伝三郎は大阪で兵部大丞山田顕義から軍靴の製造を提案されると、次兄の藤田鹿太郎、三兄で久原家を継いでいた久原庄三郎を呼び寄せて高麗橋に軍靴製造の店舗を設け、藤田傳三郎商社を設立した。1876年（明治9年）には皮革製作所製靴場（現・リーガルコーポレーションの前身）として整備を行っている。
1877年（明治10年）の西南戦争では陸軍に被服、食糧、機械、軍靴を納入し、人夫の斡旋まで行って、三井・三菱と並ぶ利益を上げている。
1878年（明治11年）大阪商法会議所（現・大阪商工会議所）の設立では五代友厚、広瀬宰平などと共に発起人となっている。

### 藤田組贋札事件
1878年（明治11年）12月に各府県から政府に納められた国庫金の中から贋札が発見され、政府内は騒然となった。やがて1879年（明治12年）9月15日、「ドイツ滞在中の井上馨と組んで現地で贋札を製造して秘かに持ち込んで会社の資金にしようと企てた」という疑惑によって伝三郎の会社に家宅捜索が入り、伝三郎は中野梧一・藤田辰之助(伝三郎の甥)・藤田鹿太郎(伝三郎実兄)・新山陽治（手代、のち小坂鉄道社長木村陽二）・佐伯勢一郎(大番頭)・河野清助（手代）・入江伊助(番頭)ら7名と共に拘引され、10月16日に東京に移送される。しかし12月20日、何ら証拠がなく無罪放免となり、3年後の1882年（明治15年）9月20日、神奈川県愛甲郡中津村の医師兼画家工・熊坂長庵から2円紙幣の贋札（2,000枚行使）815枚と用紙及び印刷器具が押収され、冤罪が晴れた。
藤田が狙われた背景として、まず一つには、長州人脈を頼りに若くして大金持ちになったのを妬まれたことがあった。もう一つは、背後に薩摩と長州の勢力争いがあった。薩摩側は西郷隆盛の戦死や大久保利通の暗殺と次々に有力者を失い、長州に押されていた。そこで薩摩閥が支配していた内務省警視局を動かして、長州系の大物の不正を暴く戦術が練られた。これより前に、長州閥の山縣有朋が政商・山城屋和助の汚職事件に連座したとして危うく政治生命を失いかけたことがあった。贋札に関する密告情報を得た薩摩閥の警視局は、井上馨と伝三郎を追い落とす好機ととらえた。
井上は1873年（明治6年）、大蔵大輔の時に尾去沢銅山（秋田県）に関連して、当時の山口県参事（知事）・中野梧一と結託して不正を働いたとして追及され、一時政界を追われた。その中野も当時の藤田傳三郎商社の共同経営者で、やはり贋札事件で検挙されているため、井上・中野・藤田の3人は黒い糸で繋がっているとの風説があった。その風説を世間に定着させることになったのは、この事件の直後から主として藩閥政治に批判的で自由民権運動に共感する講談師たちが語り始めた伝三郎の伝記だった。この伝記は虚実とりまぜた内容だったが、伝三郎は自身の主義として一切抗議も弁明もしなかったため、まるで事実としてまかり通ることになってしまった。

### 財閥の形成
贋札事件の直後は陸軍や大阪府からの発注が途絶え、経営は苦境に立たされた。しかし1881年（明治14年）、それまでの藤田傳三郎商社を藤田組に組織替えして再出発を図った。藤田組は鉄道建設をはじめ、大阪の五大橋の架橋、琵琶湖疏水などの土木工事を請け負い、建設業で躍進する。1882年（明治15年）には琵琶湖の湖上交通を担う太湖汽船（現・琵琶湖汽船の前身）を設立した。1883年（明治16年）には大阪紡績（現・東洋紡の前身）を立ち上げ、紡績業にも進出した。また、農林業も行っている。
さらに1884年（明治17年）、小坂鉱山（秋田県）の払い下げを受けると技術革新に力を入れ、明治30年代後半には、銀と銅の生産で日本有数の鉱山に成長させた。この事業は戦後の同和鉱業（現・DOWAホールディングス）に受け継がれている。その他にも伝三郎は実に様々な事業の設立に関わっている。1884年（明治17年）阪堺鉄道（現・南海電鉄の前身）、1887年（明治20年）日本土木会社（現・大成建設の前身）、1888年（明治21年）山陽鉄道（現・JRの山陽本線の前身）、また同年には行き詰っていた「大阪日報」を伝三郎が大阪財界人に呼びかけ「大阪毎日新聞」（現・毎日新聞社の前身）として再興。

### アンチモン鉱山払下密約事件
帝国議会発足後の最初の議会では、中国進歩党結成前の犬養毅が、愛媛県の民有アンチモン鉱山買上げと藤田伝三郎への払下げの密約を曝露したことで関係者が追及された。

### 金融機関・電力会社の設立
1897年（明治30年）北浜銀行（現・三菱UFJ銀行の前身）、1906年（明治39年）宇治川電気（現・関西電力の前身）の設立というように、伝三郎は多角的事業経営に乗り出して財閥を形成していった。
また、1885年（明治18年）に大阪商法会議所初代会頭五代友厚の退任にあたって伝三郎が第2代会頭となった。1887年（明治20年）には大阪商品取引所の初代理事長となっている。

### 児島湾干拓事業
特筆すべきこととして、岡山県岡山市南区藤田にある児島湾の干拓事業が知られる。この計画は岡山藩の時代からあり、一部着工されていた。明治になって旧藩士たちが工事を進めようとしたが、資金難から伝三郎を頼ってきた。採算の見通しは持てなかったが、大がかりな国土創成計画に夢を感じ引き受けた。このあたりは、政商という世間の評を超えたスケールの大きさである。
干拓事業は1884年（明治17年）に出願、5年後の1889年（明治22年）に認可されたが、地元の反対運動、不況、大洪水などがあり着工したのは認可から10年後の1899年（明治32年）となった。全部で5,500町歩の広大な海を7区に分けて埋め立て、第1区から5区までは藤田組の単独施工で、1950年（昭和25年）に完成した。第6区は藤田組と農林省と農地開発営団が手がけ、全部が完成したのは1963年（昭和38年）で、着工以来実に65年の歳月がかかったことになる。
この事業によって、第2区を中心とした干拓地に作られた村には藤田の地名が付けられた。これは後に同村が岡山市に合併された後も地区名として残されている。そのため岡山市域においては藤田伝三郎といえば「藤田村を作り上げた人」と小学校の社会の授業の地域史にて教えられることが多い。
この干拓事業により広大な農地が出来たが、一方でクジラやスナメリも時には現れ、多くの生物のいた豊かで美しい内海や干潟が失われてしまった。古くは吉備の穴海と呼ばれ、豊かな漁場であった児島湾やその干潟には、多くの専業・副業の漁師がいた。しかし、海や干潟の縮小・消滅に伴い、漁の生業や文化が失われてしまった。
近年、児島湾締め切り堤防事業も含めた、児島湾干拓事業の環境学的・民俗学的な見地からの研究や考察も行われている。

### 調停と応接の妙
大阪の財界活動にかなりの足跡を残している伝三郎だが、特にもめ事の調停役として力を発揮した。
1902年（明治35年）の大阪市と大阪ガスの道路の使用料をめぐる紛争の調停や、南海電鉄と浪速電車の対立の調停にもあたり、両社を合併させるなどを行っている。
伝三郎の日常の生活ぶりを人は「籠城主義」と評した。新聞や雑誌に書かれることも、インタビューも受けなかった。写真を撮られることが大嫌いで、50歳ごろの写真が数枚残るだけという。会社にもあまり出社せず、財界のパーティも敬遠した。しかし自宅を訪れる人にはこまめに会い、よく話を聞いた。藤田邸には公私の来客が絶えなかった。

### 人材を世に送る
伝三郎は、一旦適任者と判断して仕事を任せると疑うことはなかった。三井物産、三井銀行を経て、北浜銀行に呼ばれた岩下清周は荒馬として有名で、三井の総帥・中上川彦次郎でさえてこずったほどだった。毎日新聞を全国紙に育てた本山彦一も時事新報から藤田組に引き抜かれ、児島湾干拓事業で手腕を発揮した後毎日新聞に移り、さらに飛躍した。
戦前、戦後の政界で「怪物」の異名をとった久原房之助は伝三郎の実の甥である。森村組にいたのを伝三郎に呼ばれ小坂鉱山に赴任、新技術を導入して、藤田組の経営立て直しに功があった。久原は藤田組の支配人にまでのぼりつめた後に独立。一時は久原財閥を形成するほどの勢いだったが第一次世界大戦後の不況で行き詰まると政治家への転身を計り、経営を義兄の鮎川義介に譲り政界入りを果たした。
伝三郎は1911年（明治44年）8月25日、民間人から初めての男爵に叙された。これは前例のないことであったため、単独での叙爵は難しいと思われた。そこで岩下清周が桂太郎首相に働きかけ、関西経済の有力者である住友吉左衛門（住友友純、実父は右大臣徳大寺公純）、鴻池善右衛門（鴻池幸方）の二人と併せて伝三郎を男爵にしたのである。
翌1912年（明治45年）3月30日、死去。墓所は知恩院。

## 逸話
- 伝三郎は財界有数の美術品収集家であった。また、単なるコレクターとしてだけではなく、日本の美術品が海外に流出していくのを防ぐ為に収集するという考えも持っていたことが知られている。伝三郎が集めた美術品は「藤田コレクション」として名高い。大阪市都島区網島町の旧藤田邸跡にある藤田美術館には、伝三郎と息子平太郎、徳次郎が集めた国宝9点、重要文化財53点を含む約2000点の美術品が収蔵されている。

- その他にも謡曲、能楽、茶道を嗜み号を香雪と称す（平太郎は江雪で徳次郎は耕雪）数寄者、文化人でもあった。茶道は武者小路千家の磯矢宋庸に学んで奥義を極め、実業家で茶人の平瀬亀之助の立会いの下で皆伝を授かっているほどである。

- 井上馨も美術品の収集を熱心に行っていたが、井上は他家へ招かれた際に、そこに飾られている茶碗や掛物を見てそれを気に入ってしまうと「もらっておく」といい、半ば強引に奪い取っていく困った「クセ」を持っていた。なので伝三郎は井上を自邸に招待する際には、大事な美術品は隠し、取られてもよいものだけを飾るようにしていた。時には庭に置いてある石燈籠までわざわざ移動させて隠したほどである。

- 美術品蒐集だけでなく、慈善事業や学校への寄付も多く行っている。自身はかねがね徒手空拳から大富豪になったので「富者の楽しみ」と「貧困の味」をよく知っていると語っていた。また日本女子大学の化学館、慶應義塾大学の旧図書館の建設や、早稲田大学の理工学部の創設などには伝三郎からの多額の寄付があてられている。

- 伝三郎の妻は愛犬家であった。真っ白い狆を飼っており名前は「丸チャン」という。

## 邸宅
伝三郎の広大な邸宅（現・大阪市都島区網島町）は1885年（明治18年）に発生した明治十八年の淀川洪水によって大きな被害を受けた大長寺の敷地を買い取り、その移転後に建設されたものである。
建てられた大阪本邸は「網島御殿」や「あかがね御殿」などと称されたが、太平洋戦争末期の1945年（昭和20年）6月7日の第3回大阪大空襲により表門・東邸・鉄筋コンクリート造りの蔵・多宝塔などいくつかの建物を残してほとんどが焼失した。戦後になってその敷地は分割され、藤田美術館、太閤園（下記参照）、藤田邸跡公園、大阪市公館（現・ザ・ガーデンオリエンタル・大阪）となった。
平太郎が購入した東京別邸は椿山荘、箱根別邸は箱根小涌園、京都別邸はホテルフジタ京都に衣替えし、藤田観光が経営を行っている。なお大阪本邸だった太閤園は、令和に入り閉鎖売却され創価学会の施設となった。

## 栄典
位階
- 1888年（明治21年）6月1日 - 正五位[4]

勲章等
- 1888年（明治21年）6月4日 - 金製黄綬褒章[5]
- 1890年（明治23年）5月22日 - 日本赤十字社特別社員章[6]
- 1902年（明治35年）2月22日 - 勲四等瑞宝章[7]
- 1906年（明治39年）4月1日 - 勲二等旭日重光章[8][9]

## 家族
- 父・藤田半右衛門 ‐ 長門国萩の酒造業、金融業。常徳と号す。
- 母・亀
- 兄・藤田鹿太郎 ‐ 藤田組幹部
  - 長男・藤田小太郎（1863-1913) ‐ 実業家。岳父に子爵・梅渓通善、娘婿の藤田政輔は鮎川義介の弟。
  - 長女・イチ ‐ 武田恭作の妻。恭作の兄に磯部正春。
- 兄・久原庄三郎（1840-1908） ‐ 久原家養女・フミの入夫。藤田組幹部。[10]
  - 長男・田村市郎 ‐ 日本水産創業者
  - 二男・久原房之助 ‐ 久原財閥総帥
- 前妻・通 ‐ 阪井六郎右衛門の娘。1869年に実家に帰される。[11]。
- 後妻・喜多 ‐ 京都・木邑平兵衛三女。1870年ごろ結婚し、1876年に披露宴を行う。[11]
- 長男・藤田平太郎 ‐ 男爵。藤田財閥2代目総帥。岳父に芳川顕正
- 次男・藤田徳次郎 ‐ 藤田財閥幹部。岳父に黒岡帯刀
- 三男・藤田彦三郎 ‐ 藤田組傘下同和鉱業幹部。娘婿に男爵の鶴殿忠善